# Marija Kolb
Marija Kolb (Zagreb, 30. kolovoza 1982.) hrvatska je glumica i producentica.

## Životopis
Marija Kolb rođena je 1982. u Zagrebu. Usporedno s osnovnoškolskim obrazovanjem završila je osnovnu baletnu i osnovnu glazbenu školu Franjo Lučić u Velikoj Gorici. Glumu i lutkarstvo na Odsjeku za kazališnu umjetnost pri Umjetničkoj akademiji u Osijeku diplomirala je 2008. godine. Diplomski studij Produkcije (Scenske i izvedbene umjetnosti) pri Akademiji dramske umjetnosti u Zagrebu diplomirala je 2018. godine. Do sada je ostvarila gotovo trideset uloga u nacionalnim, gradskim i nezavisnim kazalištima za što je nagrađena strukovnim nagradama od kojih se ističu i dvije Nagrade hrvatskog glumišta.
Od 2010. do 2014. godine angažirana je na Hrvatskoj radioteleviziji u dječjem i obrazovnom programu snimajući TV seriju „Tajni dnevnik patke Matilde“. Od 2014. godine na dramskom programu Hrvatskog radija redovito snima radiodrame, radioigre i radioromane.
Status samostalne umjetnice pri Hrvatskoj zajednici samostalnih umjetnika priznat joj je 2012. godine. Iste godine zajedno s Matijom Kezele i Silvijem Vovkom suosniva umjetničku organizaciju Kotar teatar koja djeluje u Gorskom kotaru u sklopu koje pokreće kazališno – filmski festival Kotar FEST!, producira i/ili suorganizira šest izdanja festivala u Delnicama te organizira brojne kulturne programe.
Od 2014. na Fakultetu za film i scenske umjetnosti pri Međunarodnom Sveučilištu Libertas radi kao umjetnička suradnica Branki Cvitković i Almiri Osmanović na kolegijima Gluma i Scenski pokret. 2023. godine izabrana je u naslovnog docenta iz područja kazališne umjetnosti, grana gluma. 

## Nagrade
- Posebno priznanje na 12. Festivalu "Bobijevi dani smijeha" za ulogu Lorelei u predstavi Muškarci više vole plavuše.[8]
- Nagradu hrvatskog glumišta za najbolje glumačko ostvarenje u predstavama za djecu i mlade osvojila je 2009. godine za ulogu Pippi Dugačarape.[9][10]
- Nagradu hrvatskog glumišta za najbolje glumačko ostvarenje u radio drami osvojila je 2019. godine za ulogu Julije u radiofonskoj igri Tuga
- Nagrada za najbolje glumačko ostvarenje na 12. festivalu HC Assitej
- Nagrada za najbolje glumačko ostvarenje na 14. festivalu HC Assitej
- Nagrada za najbolju glumicu na 10. Naj naj naj festivalu[11]
- Nagrada za najbolju glumicu na 15. Naj naj naj festivalu[12]

## Vanjske poveznice
- Marija Kolb – Kazalište Mala scena